# 2434 Bateson
2434 Bateson је астероид главног астероидног појаса чија средња удаљеност од Сунца износи 3,080 астрономских јединица (АЈ).
Апсолутна магнитуда астероида је 11,1.